# Liliana Gafencu
Liliana Gafencu, född den 12 juli 1975 i Bukarest i Rumänien, är en rumänsk roddare.
Hon tog OS-guld i åtta med styrman i samband med de olympiska roddtävlingarna 2004 i Aten.